# Ђорђе Аријанит Комниновић
Ђорђе Аријанит Комниновић големи (алб. Gjergj Arianit Komneni; око 1383—1463) је био средњовековни великаш и господар области између Шкундре и Војуше.
У писму краљу Напуља потписао се као Комниновић, а Марин Барлети пише Arianithes Thopia Golemus.  Придјев големи је словенског поријекла и значи велики, великаш, славни... Један документ из 1452. године га назива "Golemi Arenit Comninovich de Albania".
Године 1432. подигао је устанак против Османлија. Први је феудалац у области Албаније, који је побиједио султанову војску и овај је 1439. године био принуђен да призна његову независност. То му је обезбиједило посебан углед у Европи. У циљу очувања независности, склапа савез са папом, краљем Напуља (1451) и Млетачком републиком (од које добија војводску титулу, 1456. године и признавање власти од Скадра до Драча). Ипак, био је принуђен напустити Албанију, шездесетих година XV вијека, склонивши се на територију Млетачке републике, гдје је и умро.
Аријанитова кћерка Андроника била је удата за Ђурђа Кастриота Скендербега, а Ангелина за Стефана Бранковића (сина српског деспота Ђурђа Бранковића). Аријанитова кћерка Гојислава, била је прва жена Ивана Црнојевића, а његов син Ђурђе се 1499. године склонио из Зете — код ујчевине (Константина Аријанита) у Милано.